# Люди, достойные уважения
«Лю́ди, досто́йные уваже́ния» (англ. Men of Respect) — кинофильм по мотивам пьесы Уильяма Шекспира «Макбет».

## Сюжет
Майк, наёмный убийца одного мафиозного клана, получает предсказание, что он станет главой этой семьи. Он решает добиться этого во что бы то ни стало. Начинает Майк с убийств боссов своего клана, при этом ему всё удастся провернуть так, что вина падёт на других членов семьи, по сути конкурентов Майка. Он добивается своего, становится боссом мафии. Но за всё содеянное, в том числе и за власть, надо когда-нибудь расплачиваться, причём в случае Майка той же монетой.

## В ролях
| Актёр           | Роль                        |
| --------------- | --------------------------- |
| Джон Туртурро   | Майк Батталья Макбет        |
| Кэтрин Боровиц  | Рути Батталья леди Макбет   |
| Дэннис Фарина   | Банки Комо Банко            |
| Питер Бойл      | Мэтт Даффи Макдуф           |
| Род Стайгер     | Чарли Д'Амико король Дункан |
| Стэнли Туччи    | Мэл Малькольм               |
| Карл Капоторто  | Дон Дональд                 |
| Майкл Бадалукко | Сэл Сейтон                  |
| Роберт Модика   | Кармелло Росси Росс         |
| Дэвид Торнтон   | Филли Комо Флиенс           |
| Дэн Гримальди   | Кармайн Кэтнес              |